# Montbrison
Montbrison és un municipi francès, situat al departament del Loira i a la regió d'Alvèrnia-Roine-Alps.

## Persones il·lustres
- Marie-Anne Pierrette Paulze, química i esposa de Lavoisier.